# قوس النصر (تدمر)
قوس النصر عبارة عن بوابة ذات ثلاثة مداخل، فوقها قوس تُزينه نقوش هندسية ونباتية، بناه سيبتيموس سيفيروس (Septimus Sevirus) بين عامي 193 و 211 ميلادي، يحيد القوس حوالي 30 درجة عن الطريق المستقيم.
بني القسم الأكبر من قوس النصر في نهاية القرن الثاني وأوائل القرن الثالث ليوصل الطريق المستقيم بمعبد بل. 
ولكن بنائه لم يكتمل، القسم الأوسط من الطريق المستقيم وعرضه 11م كان للحيوانات والعربات لذا لم يكن مرصوفاً وعلى الجانبين الرواقان، وكل واحد عرضه 7م، وهما مسقوفان لهما أعمدة قطر الواحد منها 0.95م وارتفاعه 9.5م، وللأعمدة أرفف لحمل تماثيل الشخصيات الهامة وتحت التمثال اسم صاحبه لم يبق منها سوى 150 عموداً، وكانت المخازن والأماكن العامة تُفتح على هذه الأروقة.

## لمحة تاريخية

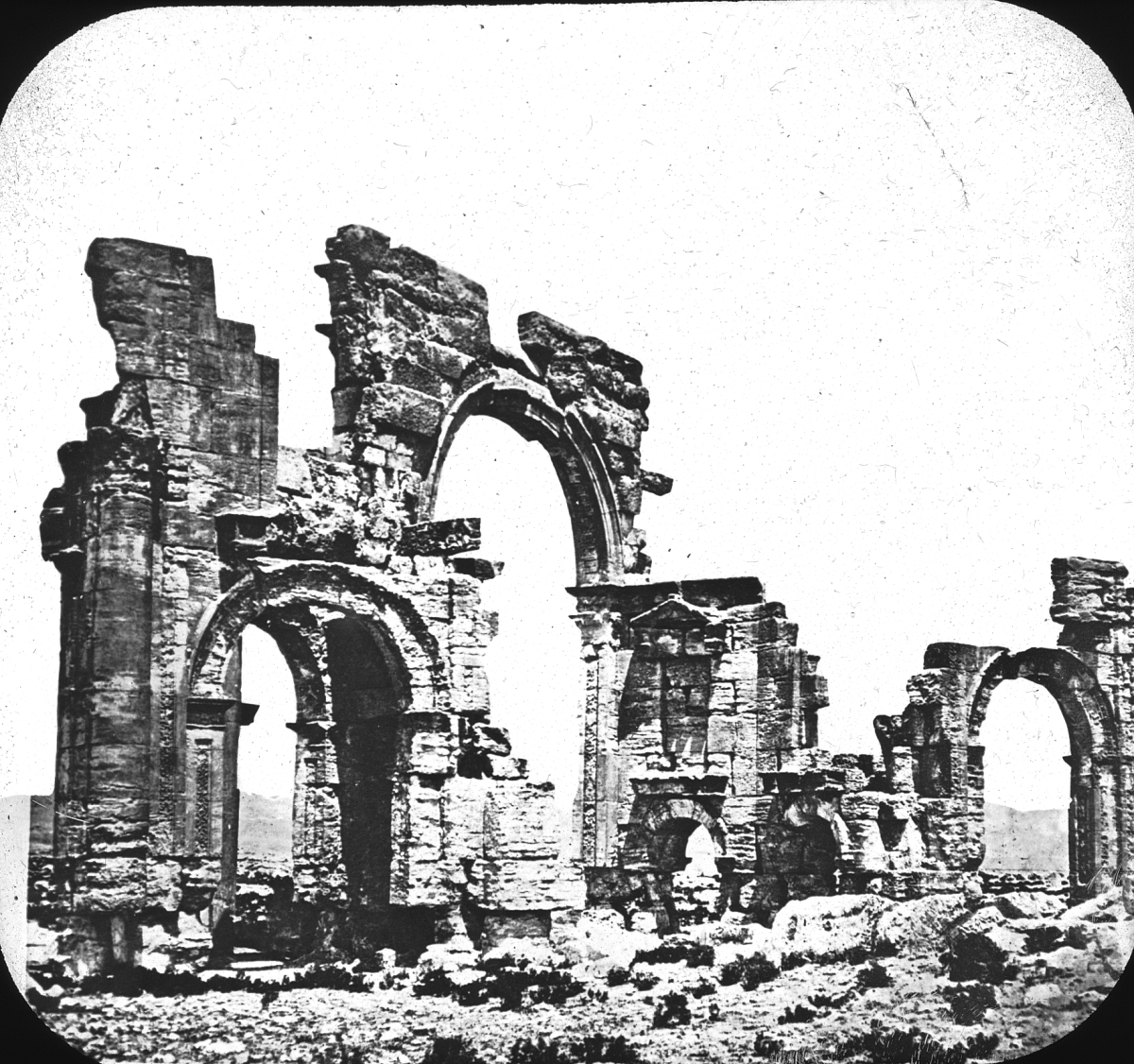
قوس النصر قبل ان يتم ترميمه بالثلاثينيات

تعود أصول فكرة القوس إلى العصور الرومانية وهو شكل بناء مؤلف من قوس أو منحنى مرفوع على مجموعة أعمدة، وقد يختلف التصميم والشكل لكنه ثابت من حيث المبدأ، ليكون صرح يرمز للنصر في المعركة أو الحرب.
وفقا لبعض المصادر، تم بناء القوس لإحياء ذكرى انتصارات الرومان على الفرس، ويشار له أحيانا بشكل خاطئ بأسم قوس هادريان، على الرغم من أن الإمبراطور هادريان قد مات قبل بناء القوس بنصف قرن. 
يتواجد القوس بقرب العديد من المنشات الأثرية ك معبد بعلشمين ومعبد بل وغيرها حيث قام الرحالة البريطاني روبرت وود بتوثيقها جميعها عام 1753 ونشرها في لندن تحت عنوان أطلال تدمر
كما تم ترميم القوس في ثلاثينيات القرن العشرين 
عندما أصبحت تدمر منطقة جذب سياحي حيث أن القوس يعتبر من المعالم الرئيسية للمدينة.

## تدمير داعش للقوس
كان تدمير القوس أكبر ضربة يتعرض لها التراث البشري حيث دمر بعد أشهر من تدمير معبدي بل وبعلشمين أيضا على يد التنظيم الإرهابي داعش وكانت الحادثة في أواخر شهر آب من سنة 2015.

## بناء نسخة عن القوس في لندن

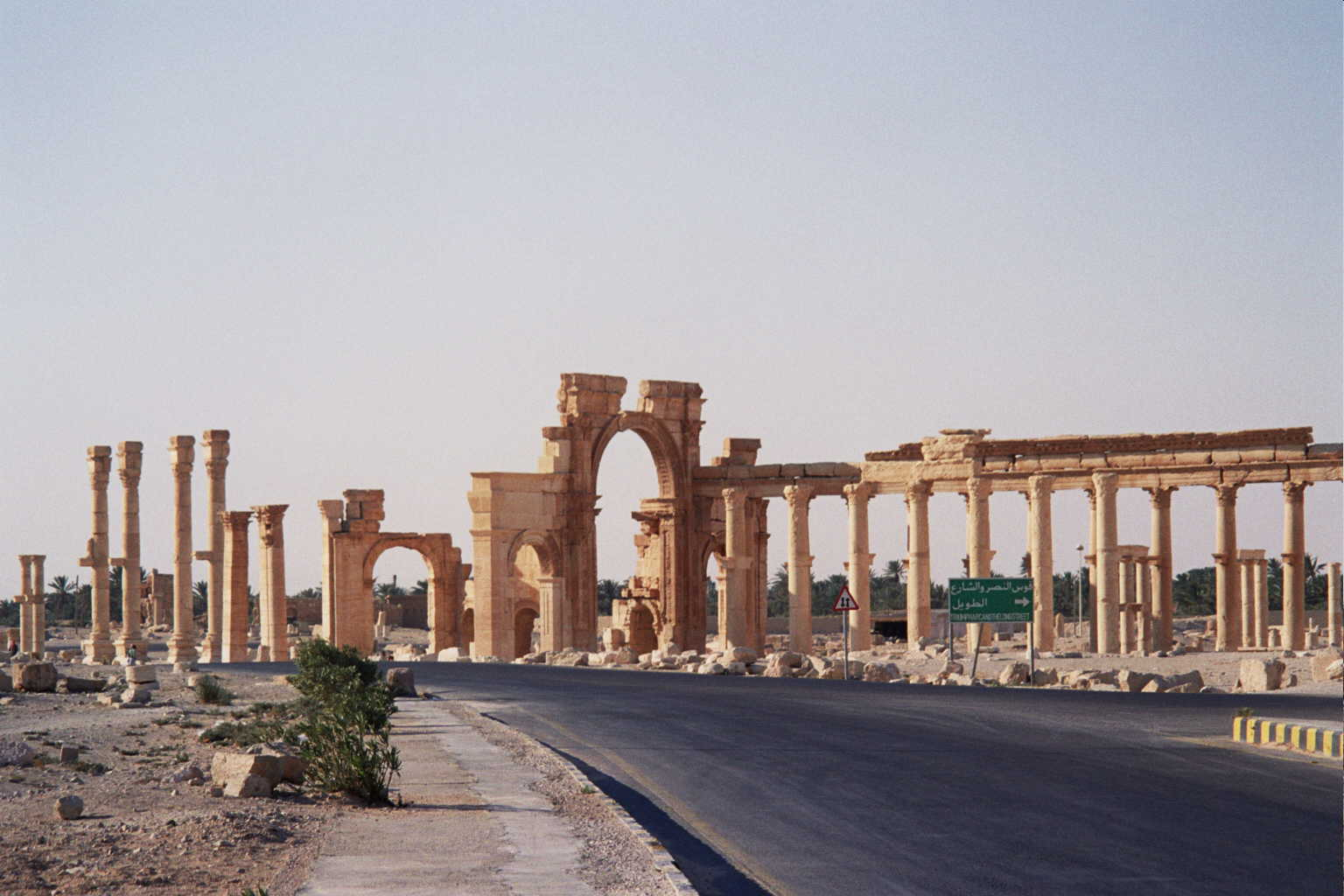
قوس النصر قبل ان تدمره داعش

قام معهد الآثار الرقمي (IDA) بجامعة أوكسفورد بتصنيع النسخة من الرخام المصري باستخدام التكنولوجيا ثلاثية الأبعاد بناء على صور القوس الأصلي،
عرضت هذه النسخة في ميدان الطرف الأغر (ترافلغار) لمدة ثلاثة أيام قبل عرضها في مواقع أخرى حول العالم بما فيها نيويورك ودبي، 
حيث أن هذه النسخة البالغ ارتفاعها 5.5 متر صنعتها آلات حفرت الأحجار بنفس الشكل والتصميم الذي كان عليه القوس الأصلي اعتمادا على الصور ثلاثية الأبعاد حيث تم نصب النسخة، التي تكلفت 100 ألف جنيه إسترليني، خلال أسبوع التراث العالمي.